# Lepomis humilis
Lepomis humilis är en sötvattensfisk i familjen solabborrfiskar, som förekommer i stora delar av USA, framför allt kring Mississippifloden och dess biflöden.

## Utseende
Arten har en hög, från sidorna sammantryckt kropp. Ryggen och sidorna är olivgröna till metalliskt blå. Huvud och sidor har dessutom flera fläckar som är rödbruna hos honorna, klart rödorange hos hanarna. Gällocket har vanligtvis otydliga rödorange ränder, och dess förlängning är svart med vita till ljusgröna kanter. Ungfiskar har otydliga, mörka tvärstrimmor, men saknar några fläckar på sidorna. Under parningstiden får honorna nästan helt svarta ögon, och hanarna får tydligt klarare färger, med orange buk, anal- och bukfenor, samt orangefärgade kanter på ryggfenan. Arten kan bli upp till 15 cm lång, men blir vanligtvis inte mycket mer än hälften så lång.

## Vanor
Fisken föredrar lugna vatten som dammar, sjöar och selvatten i floder, gärna med växtlighet. Den är förhållandevis tolerant mot grumliga vatten och föroreningar. Den livnär sig främst på insekter, både landinsekter som den tar från ytan, och framför allt bottenlevande sådana, i synnerhet larver av fjädermyggor. Den tar även små kräftdjur.
Arten blir oftast inte mer än 3 år gammal, men som mest har 7 år noterats.

### Fortplantning
Lepomis humilis blir könsmogen under sitt andra levnadsår, när honan blir ungefär 3 cm lång. Den leker under vår till sommar när vattentemperaturen når 18 °C (maj till juli i norra delen av utbredningsområdet, april till september i södra). Som bland alla solabborrar gräver hanen ut ett bo, en flack fördjupning i sand-, grus- eller dybotten, på grunt vatten. Han lockar därefter en hona till boet genom att simma fram och tillbaka mellan henne och boet och grymta. Honorna lägger vanligtvis 6 till 15 ägg under varje parning, som emellertid kan upprepas, och totalt under en parningssäsong kan en hona lägga från 175 till 4 700 ägg. 

## Utbredning
Arten finns i USA från södra Stora sjöarna och längs Mississippis flodsystem. Utbredningsområdet sträcker sig i norr från Ohio till södra North Dakota, och i söder från New Mexico till Alabama. Den har även införts till många områden, bland annat Georgia och nordvästra Florida.